# Songo Mnara
Songo Mnara est une île de Tanzanie. Les ruines de ses bâtiments sont inscrites en 1981, conjointement avec celles de Kilwa Kisiwani, sur la liste du patrimoine mondial et depuis 2004, considérées comme « en péril ».

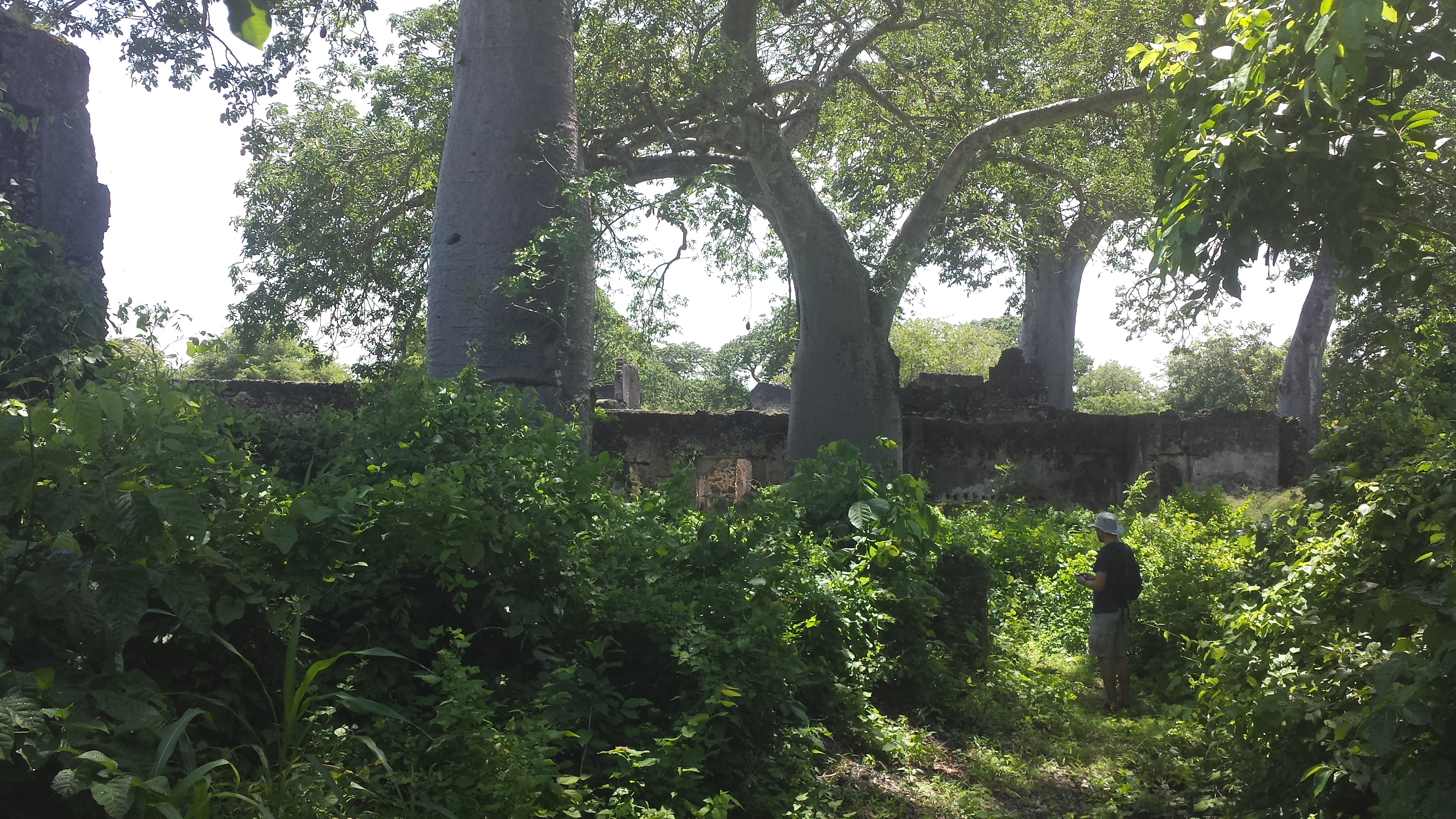
Bâtiment principal et baobabs
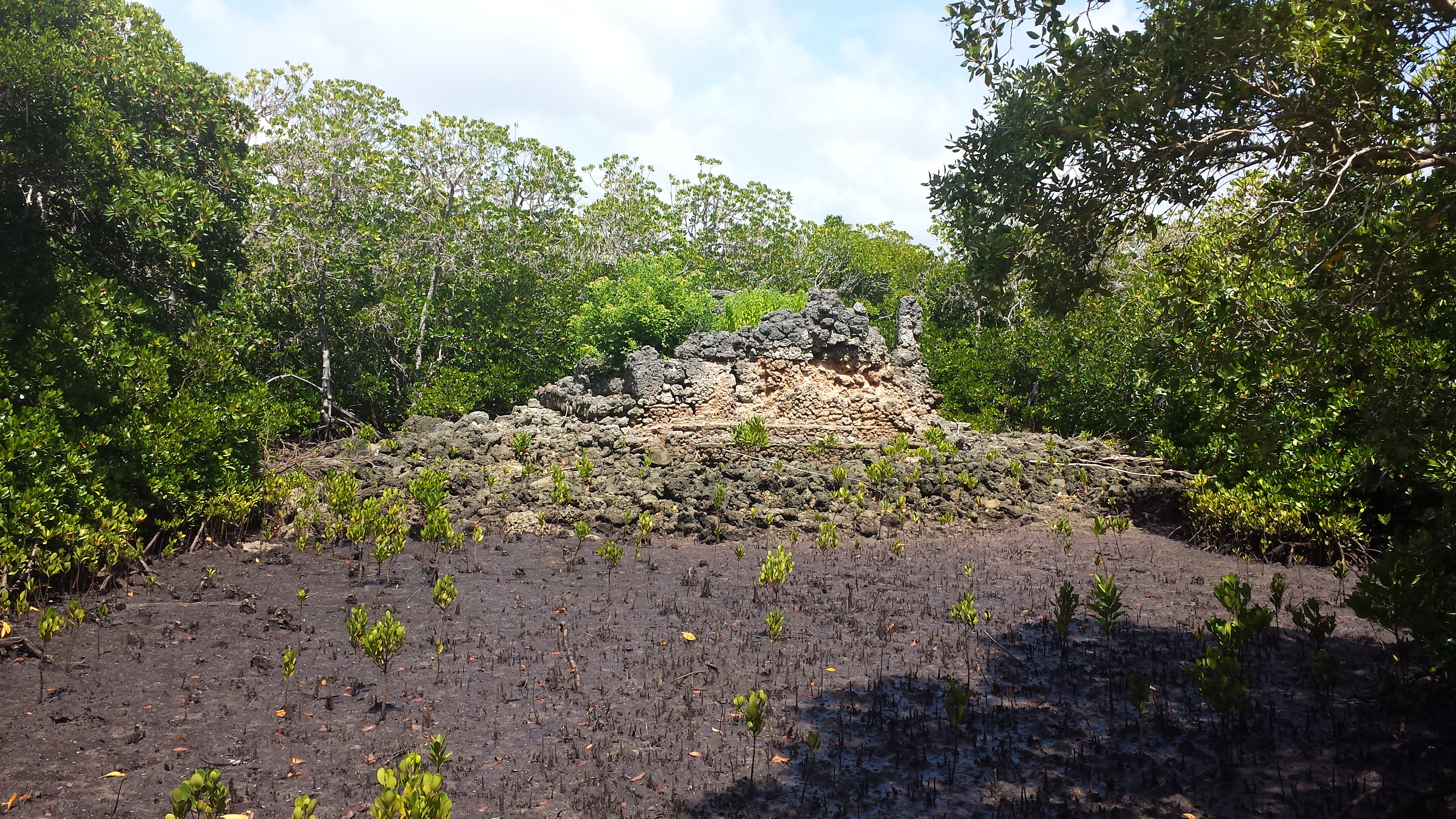
Ruines de la tour de garde de Songo Mnara
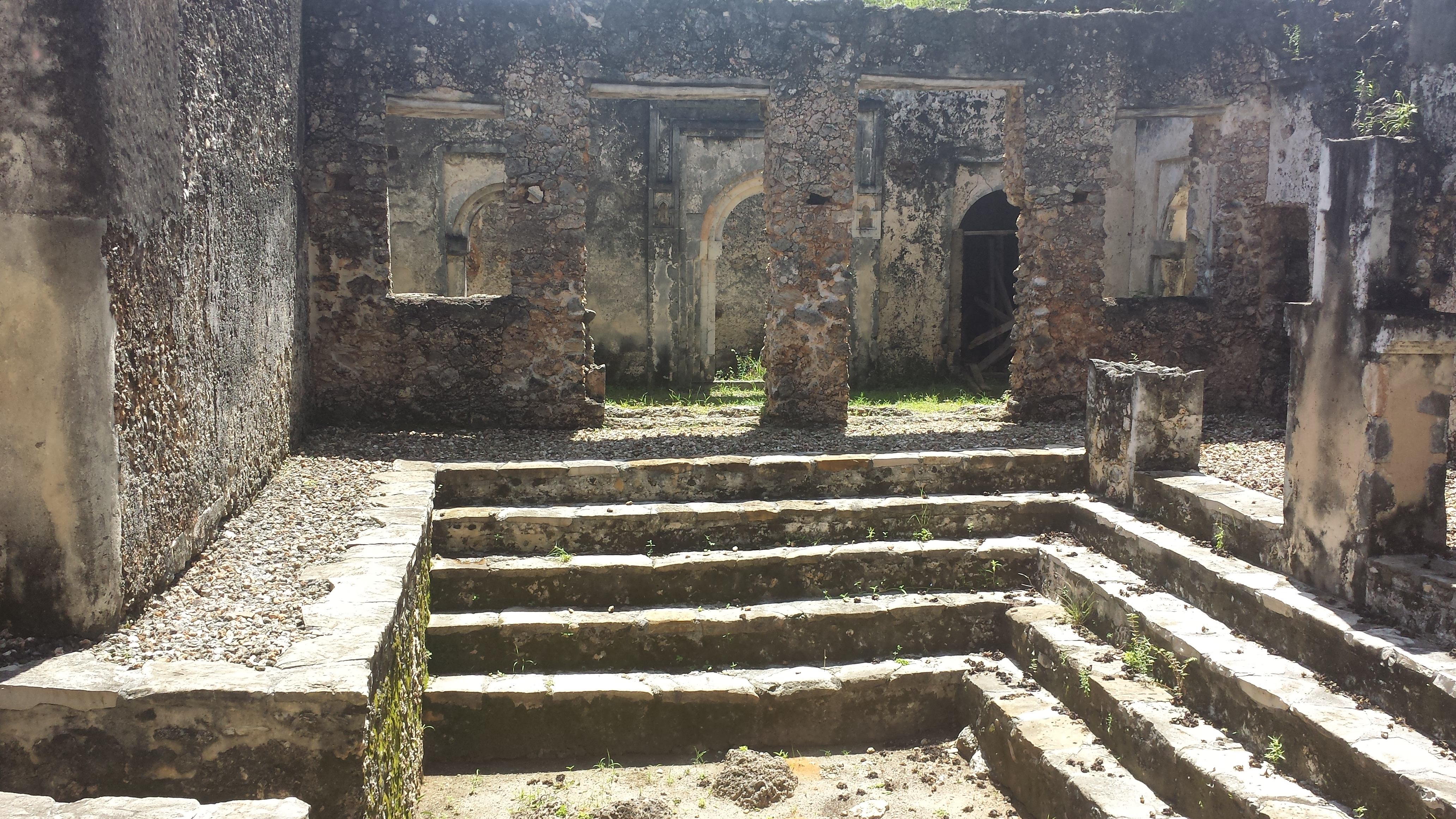
Cour interieure et gradins
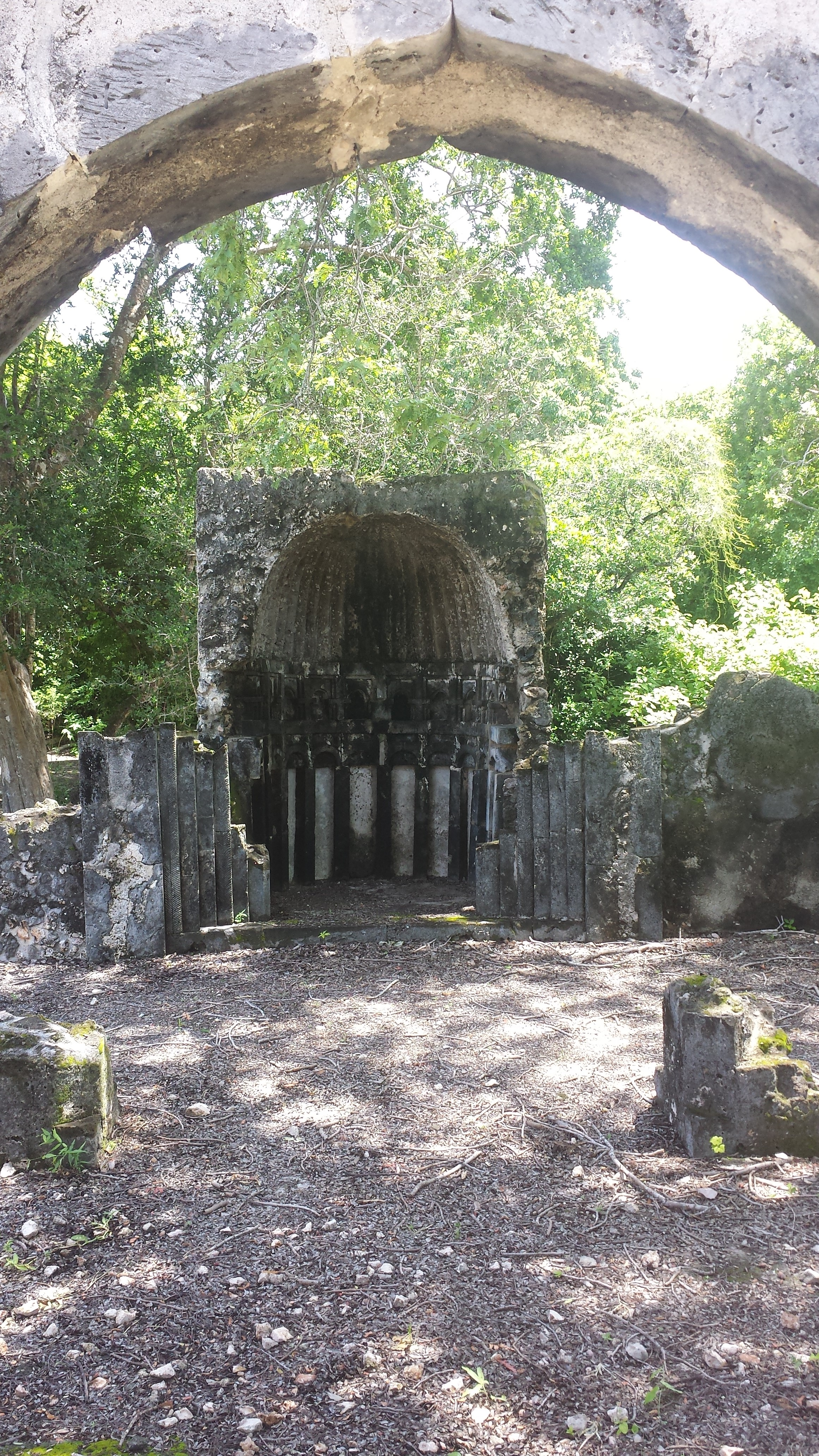
Mihrab d'une mosquee
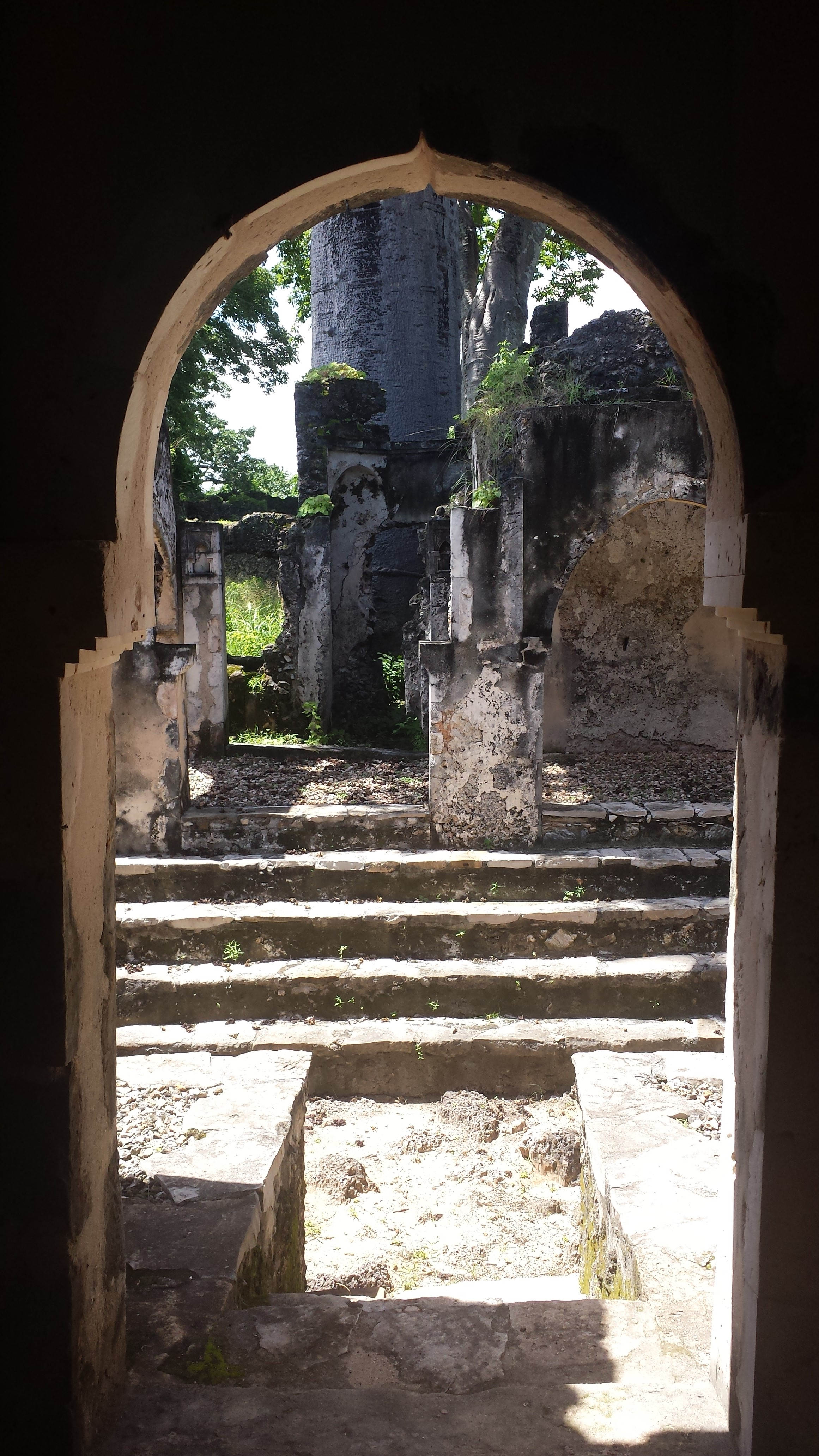
Interieur du bâtiment principal